# Daniel Rapant
Daniel Rapant (ur. 17 kwietnia 1897 w Holíču, zm. 17 kwietnia 1988 w Bratysławie) – słowacki historyk i archiwista.
Absolwent Wydziału Filozoficznego Uniwersytetu Karola w Pradze, gdzie w latach 1918–1922 studiował historię i slawistykę. Równocześnie kształcił się w Państwowej Szkole Archiwistów w Pradze (1919–1922). Po ukończeniu studiów w Czechosłowacji kontynuował edukację na Uniwersytecie Paryskim.
Został zatrudniony na Uniwersytecie Komeńskiego w Bratysławie, gdzie od 1933 roku był profesorem nadzwyczajnym. Od 1938 r. piastował stanowisko profesora zwyczajnego. W 1945 r. został rektorem uczelni.

## Odznaczenia
W 1991 roku został pośmiertnie odznaczony Orderem Tomáša Garrigue Masaryka I klasy.

## Publikacje (wybór)
- Asimilácia odrodilých Slovákov (Mladé Slovensko č. 3-4/1921)
- Národ a dejiny (1924)
- Národ a československá otázka (1925)
- K počiatkom maďarizácie. I. diel. Vývoj rečovej otázky v Uhorsku 1740–1790 (Sp. fil. fak. Bratislava 1927)
- Maďarizácia, Trianion, revízia a demokracia (Prúdy 1930)
- Maďarónstvo Bernolákovo (Bratislava 1930)
- Československé dejiny. Problémy a metódy (1930)
- K počiatkom maďarizácie. II. diel. Prvé zákony maďarizačné 1790–1792 (Bratislava 1931)
- O Starý Liptov (1934)
- Slovenské povstanie v roku 1848–1849, I/1-2—V/1-2 (1937, 1947, 1948, 1950, 1954, 1956, 1958, 1961, 1963, 1967, 1972)
- Pribinov nitriansky kostolík (1941)
- Doba štúrovská (1942)
- Slovenský prestolný prosbopis z roku 1842 (Tranoscius, Liptovský Mikuláš 1943)
- Viedenské memorandum slovenské z roku 1861 (1943)
- Ilegálna maďarizácia 1790–1840 (1947)
- Tatrín. Osudy a zápasy (1950)
- Sedliacke povstanie na východnom Slovensku roku 1831. I/1-3 (1953)
- Slováci v dejinách (Slovenské pohľady č. 3/1968)
- Logika dejín (Kultúrny život č. 33/1968)